# Хитман
„Хитман“ (на английски: Hitman, „наемен убиец“) е американски филм, създаден въз основа на поредицата компютърни игри Hitman. Световната премиера на филма е на 21 ноември 2007 година, а българската е на 7 декември същата година. Режисьор е Ксавие Жен, а продуцент е френския кинорежисьор и сценарист Люк Бесон.

## Сюжет
Внимание:  Текстът по-долу разкрива сюжета на произведението (или части от него)!
Агент 47 е нает да убие президента на Русия Беликов. Задачата е изпълнена успешно: снайперист стреля от небостъргач в строеж право в целта. Плащането обаче се забавя: мистериозен клиент иска и убийството на свидетел - руската проститутка Ника Воронина. Това е просто извинение целящо да убие стрелеца и да се прикрият следите. Междувременно медиите съобщават, че Беликов е само ранен. Хитман осъзнава, че това е бил двойник. Агент 47 се опитва изпълни мисията, като убие двойника на президента. Животът и движенията на убиеца са следени както от Интерпол, така и от ФСБ. Агент 47 се обръща към агент на ЦРУ за помощ и в замяна на помощ убива Борис, брат на Беликов. Последната битка се разгръща в стара православна катедрала, където агент 47 убива двойника на президента Беликов. Убиецът е арестуван от Интерпол, но изведнъж му помагат агенти на ЦРУ, които печелят време, за да може главният герой да избяга. В последната сцена героят прави щедър жест: купува лозе за приятелката си Ника и елиминира убиеца, получил поръчка за нея.

## В ролите
| Изпълнител      | Роля                                                                    |
| --------------- | ----------------------------------------------------------------------- |
| Тимъти Олифант  | Агент 47: отвлечен и обучен да стане елитен наемен убиец                |
| Дъгрей Скот     | Майк, агент от Интерпол, който се грижи за проследяването на Агент 47   |
| Олга Куриленко  | Ника Боронина                                                           |
| Робърт Кнепър   | Юри, лидер на ФСБ, който влиза в подготовката за залавянето на Агент 47 |
| Улрих Томсен    | руският президент Михаил Беликов                                        |
| Хенри Иън Кюзик | Борис (Удре) Беликов                                                    |
| Асен Блатечки   | шофьор на ФСБ                                                           |